# Reshma Shetty
Reshma Shetty (Manchester, 2 novembre 1977) è un'attrice britannica di origine indiana.

## Biografia
Figlia di genitori indiani, studia canto presso la James Madison University, per poi specializzarsi in musica all'Università del Kentucky. In seguito compie anche studi operistici presso il conservatorio di Cincinnati.
Ha lavorato nel musical Bombay Dreams del 2006. A partire dal 2009 lavora nel cast della serie televisiva statunitense Royal Pains nei panni dell'assistente medico Divya Katdare.
Risiede attualmente a New York.

## Filmografia

### Cinema
- Steam, regia di Kyle Schickner (2007)
- Hated, regia di Lee Madsen (2010)
- Delivering the Goods, regia di Matthew Bonifacio (2011)

### Televisione
- 30 Rock – serie TV, episodio 2x08 (2007)
- CSI: Miami – serie TV, episodio 10x15 (2012)
- Royal Pains – serie TV, 104 episodi (2009-2016)
- Odd Mom Out – serie TV, episodi 1x03-1x04-1x09 (2015)
- Pure Genius – serie TV, 13 episodi (2016-2017)
- Blindspot – serie TV, 4 episodi (2017-2018)
- OK K.O.! (OK K.O.! Let's Be Heroes) – serie TV, 7 episodi (2017-2018) – voce
- She-Ra e le principesse guerriere (She-Ra and the Princesses of Power) – serie TV, 13 episodi (2018-2019) – voce
- High Maintenance – serie TV, episodio 3x04 (2019)
- Madam Secretary – serie TV, episodio 5x17 (2019)

## Doppiatrici italiane
- Federica De Bortoli in Royal Pains
- Francesca Manicone in Blindspot
- Ilaria Giorgino in CSI: Miami

Da doppiatrice è sostituita da:
- Barbara De Bortoli in She-Ra e le principesse guerriere